# María José Poves Novella
María José Poves Novella (16 de marzo de 1978 en Zaragoza) es una deportista española que compite en atletismo. Su especialidad es la marcha atlética y desarrolló su carrera deportiva en el Club de Atletismo ALCAMPO-Scorpio71 de Zaragoza. 
Cuenta en su palmarés con cuatro campeonatos de España absolutos de 20 km marcha en ruta en los años 2005, 2007, 2010 y 2012 así como el subcampeonato en 2006 y un tercer puesto en 2014. Además, también en 2006, se proclamó en Zaragoza campeona de España Absoluta de 10 000 metros marcha.
En 2008 consiguió la octava plaza en la Copa del Mundo de Marcha Atlética disputada en Cheboksary (Rusia), consiguiendo la segunda mejor marca española de la historia en los 20 km marcha con un tiempo de 1h:29:31.
Obtuvo su mayor éxito deportivo en la Copa del Mundo de 2012, disputada en Saransk, en la que se alzó con la medalla de bronce, tras las marchadoras rusas Lashmánova. y Kaniskina, que fueron posteriormente descalificadas por dopaje: Kaniskina en 2016, con lo que Poves ya obtuvo la medalla de plata individual y el oro por equipos, y Lashmánova en 2022, tras lo cual la atleta española recibió su medalla de campeona del mundo de marcha 2012.
Clasificada para los Juegos Olímpicos de Atenas 2004, no pudo acudir por una lesión. Se clasificó también para los Juegos Olímpicos de Pekín 2008 en los que se quedó en el puesto 17. En el año 2012 participó en los Juegos Olímpicos de Londres 2012, también en esta ocasión acompañada por María Vasco y Beatriz Pascual en los 20 km marcha, obteniendo la décima posición en su segunda participación en unos Juegos Olímpicos.